# الف اشمور
الف اشمور (انگلیسی: Alf Ashmore؛ زادهٔ ۱۱ سپتامبر ۱۹۳۷) بازیکن فوتبال اهل بریتانیا است.
از باشگاه‌هایی که در آن بازی کرده‌است می‌توان به باشگاه فوتبال چسترفیلد، باشگاه فوتبال هینور تاون، باشگاه فوتبال شفیلد یونایتد، و باشگاه فوتبال برادفورد سیتی اشاره کرد.